# Черноземельский улус
Черноземельский улус (район) — административно-территориальная единица, существовавшая в РСФСР в 1934—1944 годах.

## История
Черноземельский улус с центром в посёлке Яшкуль был образован Постановлением Президиума ВЦИК от 26 ноября 1934 года путём выделения его из состава Центрального улуса. В состав Черноземельского улуса включены 6 сельских Советов: Ачинеровский, Зюнгаровский, Кетченеровский, Сатхаловский, Уланэргинский, Чилгирский и территории отгонных пастбищ «Чёрные земли». Территория Черноземельского улуса составляла 24259 кв.км, население — 15,8 тыс.человек. Упразднён в 1944 году с передачей территории в состав Степновского района Астраханской области.

## Население
По данным всесоюзной переписи населения 1939 года населения района составило 15 777 человек.
Национальный состав (1939 г.)
| Национальность | Численность (чел.) | Процентное соотношение |
| -------------- | ------------------ | ---------------------- |
| Калмыки        | 10 906             | 69,1 %                 |
| Русские        | 3 915              | 24,8 %                 |
| Грузины        | 447                | 2,8 %                  |
| Казахи         | 207                | 1,3 %                  |
| Украинцы       | 105                | 0,7 %                  |